# Măgura, Bacău
Măgura (în maghiară Küsbikk; în trecut, Călugăra Mare și Călugăra) este satul de reședință al comunei cu același nume din județul Bacău, Moldova, România.